# Comuna Moșorîne, Znameanka
Moșorîne (în ucraineană Мошорине) este o comună în raionul Znameanka, regiunea Kirovohrad, Ucraina, formată din satele Moșorîne (reședința) și Vasîne.

## Demografie
Componența lingvistică a comunei Moșorîne
     Ucraineană (94,42%)
     Rusă (3,1%)
     Română (1,35%)
     Alte limbi (0,35%)
Conform recensământului din 2001, majoritatea populației comunei Moșorîne era vorbitoare de ucraineană (94,42%), existând în minoritate și vorbitori de rusă (3,1%) și română (1,35%).